# Rotsmuisspin
De rotsmuisspin (Drassodes lapidosus) is een spinnensoort behorend tot de bodemjachtspinnen (Gnaphosidae).
Het vrouwtje wordt 9 tot 15 mm groot, het mannetje wordt 6 tot 13 mm. Het is een lichtgele tot geelgrijze spin. De kaken zijn alleen wat donkerder. De mannetjes vallen op door hun lange zwarte kaken. De rotsmuisspin heeft voorkeur voor warme en droge gebieden, meestal onder stenen of onder schors. De spin komt voor in het West-Palearctische gebied.